# دانشگاه پادشاهی بوتان
دانشگاه پادشاهی بوتان (Dzongkha: འབྲུག་རྒྱལ་འཛིན་གཙུག་ལག་སློབ་སྡེ་; Wylie: 'brug rgyal-'dzin gtsug-lag-slob-sde), یک دانشگاه در بوتان است که در تیمفو واقع شده‌است.